# ISS-Expedition 71
ISS-Expedition 71 ist die Missionsbezeichnung für die 71. Langzeitbesatzung der Internationalen Raumstation (ISS). Die Mission begann am 6. April 2024 mit dem Abkoppeln des Raumschiffs Sojus MS-24 von der ISS und endete mit dem Abkoppeln von Sojus MS-25 am 23. September 2024.

## Besatzung
Ankunft mit Sojus MS-24 am 15. September 2023, Rückkehr mit Sojus MS-25 am 23. September 2024:
- Oleg Kononenko, Kommandant (5. Raumflug, Russland/Roskosmos)
- Nikolai Tschub, Bordingenieur (1. Raumflug, Russland/Roskosmos)

Ankunft mit SpaceX Crew-8 am 5. März 2024:
- Matthew Dominick, Bordingenieur (1. Raumflug, USA/NASA)
- Michael Barratt, Bordingenieur (3. Raumflug, USA/NASA)
- Jeanette Epps, Bordingenieurin (1. Raumflug, USA/NASA)
- Alexander Grebenkin, Bordingenieur (1. Raumflug, Russland/Roskosmos)

Ankunft mit Sojus MS-25 am 25. März 2024:
- Tracy Caldwell Dyson, Bordingenieurin (3. Raumflug, USA/NASA)

Ankunft mit SpaceX Crew-9 am 29. September 2024 (bereits Teil von ISS-Expedition 72):
- Nick Hague, Bordingenieur (2. Raumflug, USA/NASA)
- Alexander Gorbunow, Bordingenieur (1. Raumflug, Russland/Roskosmos)[4][5]